# Anthurium loretense
Anthurium loretense är en kallaväxtart som beskrevs av Thomas Bernard Croat. Anthurium loretense ingår i släktet Anthurium och familjen kallaväxter. Inga underarter finns listade.